# マウリツィオ・マリアーニ
マウリツィオ・マリアーニ（Maurizio Mariani, 1982年2月25日 - ）は、イタリア・ローマ出身のサッカー審判員。アプリーリア地区所属。

## 来歴
ヴェネツィアのフランチェスコ・モロジーニ海軍士官学校での学業を終える16歳のとき、に審判員となることを決意し、審判員コースの試験を受けた。2000年10月にユースカテゴリー（12歳以下）のトーナメントで審判デビュー。その後、ラツィオ州に戻り、カテゴリーを上げ始める。2007年にはセリエDに昇格、2年後の2009年にはレガ・プロ（現在のセリエC）に昇格した。レガ・プロでの2年を経て、2010-2011シーズンのスーペルコッパ・プリマヴェーラ決勝の主審を務める。2011-2012シーズンはイタリア審判協会の担当ランクでセリエB担当に相当する「CAN B」に昇格、2011年8月30日のグッビオ対アスコリ戦でセリエBでのデビューを飾った。2013年1月6日にはキエーヴォ対アタランタ戦でセリエAデビューを果たした。 2015年シーズンにセリエAに正式昇格。
2019年からFIFA国際審判員リストに登録され、国際審判員としても活動している。2020年9月1日、彼はCAN AとCAN Bの合併により誕生した「CAN A-B」ランクとなり、セリエAとセリエBの両方で主審を務める。 2020-2021シーズンは、セリエAで18試合、セリエBで5試合を担当した。
2020年10月15日、2日後に予定されていたミラノダービーの主審を初めて担当することが発表され。ビデオ・アシスタント・レフェリー (VAR) のマッシミリアーノ・イラーティらとともに試合を裁いた。
2021年以降、FIFAのビデオ・マッチ・オフィシャル（VAR担当審判員）のリストに入っている。
2021年3月、欧州サッカー連盟 (UEFA) がスロベニアとハンガリーで開催されるU-21欧州選手権グループステージの担当審判団にマリアーニを加えた。 3月27日に行われたドイツ対オランダ（1-1）、4日後に行われたデンマーク対ロシア（3-0）の2試合を担当した。
2023年6月21日から7月8日まで開催されるU-21欧州選手権のビデオ・マッチ・オフィシャルとして、同僚のパオロ・ヴァレーリと共にFIFAから選出された。同大会では準々決勝のイングランド対ポルトガルの試合でアシスタント・ビデオ・アシスタント・レフェリー（AVAR、ヴァレーリのサポート）に指名され、準決勝のイスラエル対イングランドではビデオ・アシスタント・レフェリー（VAR、ヴァレリーがAVAR）を担当した。
2023年10月8日、アラブ首長国連邦で行われた国際試合のアル・ナスル（サウジアラビア）対アル・アイン（UAE）の試合をイタリアからの審判団と共に担当した。
セリエAでは2023-24シーズン終了時点で累計151試合を担当している。
2024年5月24日、欧州サッカー連盟（UEFA）と南米サッカー連盟（CONMEBOL）の協力協定に基づく交換プログラムの一環として、同年アメリカで開催されるコパ・アメリカ2024の審判員として招待された。